# Đội tuyển bóng đá quốc gia Quần đảo Faroe

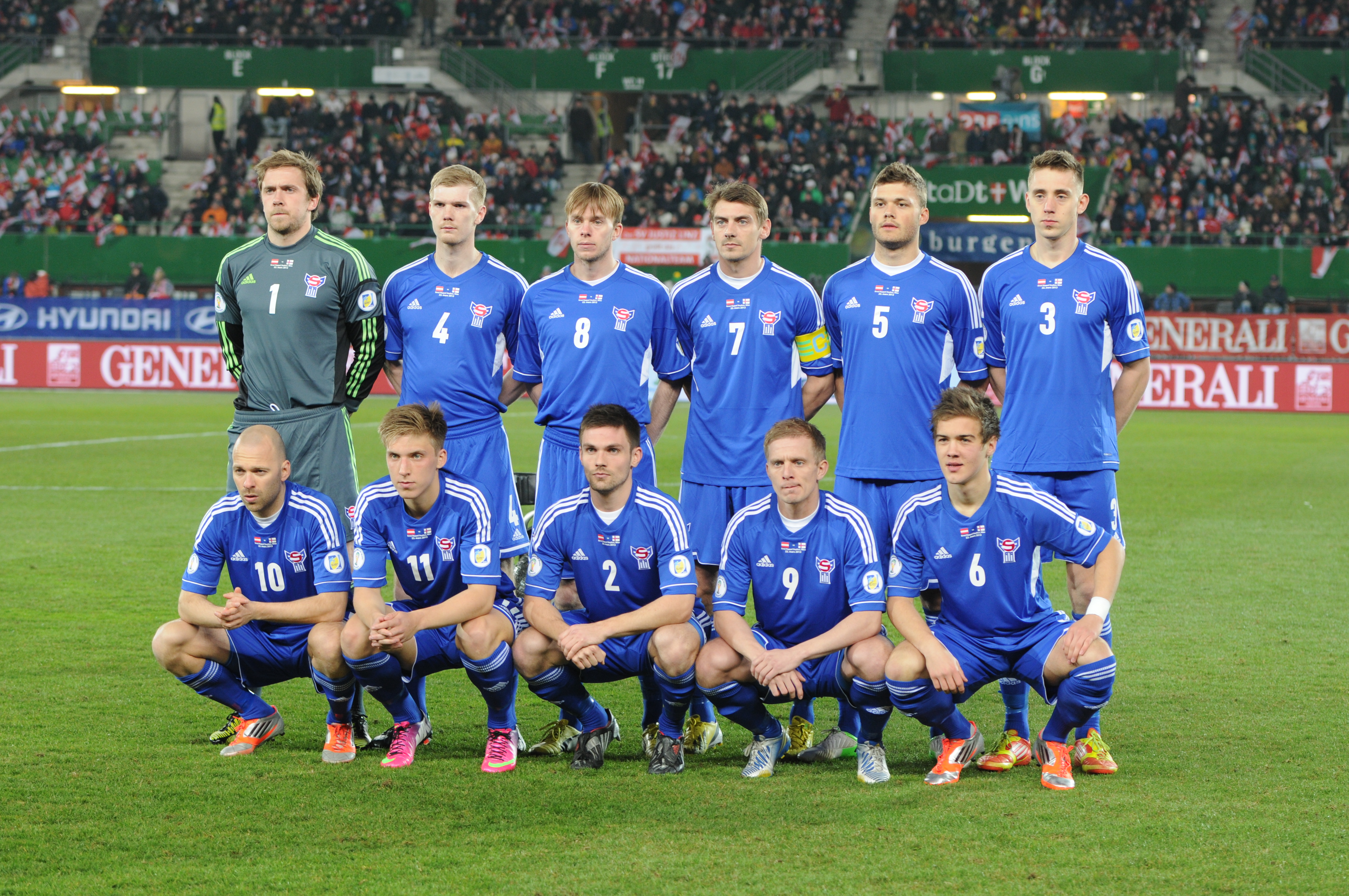

Đội tuyển bóng đá quốc gia Quần đảo Faroe là đội tuyển cấp quốc gia của Quần đảo Faroe do Hiệp hội bóng đá Quần đảo Faroe quản lý.

## Thành tích tại giải vô địch thế giới
| Năm  | Vòng                     | Hạng                     | Pld                      | W                        | D                        | L                        | GF                       | GA                       |
| ---- | ------------------------ | ------------------------ | ------------------------ | ------------------------ | ------------------------ | ------------------------ | ------------------------ | ------------------------ |
| 1990 | Không tham dự            | Không tham dự            | Không tham dự            | Không tham dự            | Không tham dự            | Không tham dự            | Không tham dự            | Không tham dự            |
| 1994 | Không vượt qua vòng loại | Không vượt qua vòng loại | Không vượt qua vòng loại | Không vượt qua vòng loại | Không vượt qua vòng loại | Không vượt qua vòng loại | Không vượt qua vòng loại | Không vượt qua vòng loại |
| 1998 | Không vượt qua vòng loại | Không vượt qua vòng loại | Không vượt qua vòng loại | Không vượt qua vòng loại | Không vượt qua vòng loại | Không vượt qua vòng loại | Không vượt qua vòng loại | Không vượt qua vòng loại |
| 2002 | Không vượt qua vòng loại | Không vượt qua vòng loại | Không vượt qua vòng loại | Không vượt qua vòng loại | Không vượt qua vòng loại | Không vượt qua vòng loại | Không vượt qua vòng loại | Không vượt qua vòng loại |
| 2006 | Không vượt qua vòng loại | Không vượt qua vòng loại | Không vượt qua vòng loại | Không vượt qua vòng loại | Không vượt qua vòng loại | Không vượt qua vòng loại | Không vượt qua vòng loại | Không vượt qua vòng loại |
| 2010 | Không vượt qua vòng loại | Không vượt qua vòng loại | Không vượt qua vòng loại | Không vượt qua vòng loại | Không vượt qua vòng loại | Không vượt qua vòng loại | Không vượt qua vòng loại | Không vượt qua vòng loại |
| 2014 | Không vượt qua vòng loại | Không vượt qua vòng loại | Không vượt qua vòng loại | Không vượt qua vòng loại | Không vượt qua vòng loại | Không vượt qua vòng loại | Không vượt qua vòng loại | Không vượt qua vòng loại |
| 2018 | Không vượt qua vòng loại | Không vượt qua vòng loại | Không vượt qua vòng loại | Không vượt qua vòng loại | Không vượt qua vòng loại | Không vượt qua vòng loại | Không vượt qua vòng loại | Không vượt qua vòng loại |
| 2022 | Không vượt qua vòng loại | Không vượt qua vòng loại | Không vượt qua vòng loại | Không vượt qua vòng loại | Không vượt qua vòng loại | Không vượt qua vòng loại | Không vượt qua vòng loại | Không vượt qua vòng loại |

## Thành tích tại giải vô địch châu Âu
| Năm  | Vòng                     | Hạng                     | Pld                      | W                        | D                        | L                        | GF                       | GA                       |                          |
| ---- | ------------------------ | ------------------------ | ------------------------ | ------------------------ | ------------------------ | ------------------------ | ------------------------ | ------------------------ | ------------------------ |
| 1988 | Không tham dự            | Không tham dự            | Không tham dự            | Không tham dự            | Không tham dự            | Không tham dự            | Không tham dự            | Không tham dự            | Không tham dự            |
| 1992 | Không vượt qua vòng loại | Không vượt qua vòng loại | Không vượt qua vòng loại | Không vượt qua vòng loại | Không vượt qua vòng loại | Không vượt qua vòng loại | Không vượt qua vòng loại | Không vượt qua vòng loại | Không vượt qua vòng loại |
| 1996 | Không vượt qua vòng loại | Không vượt qua vòng loại | Không vượt qua vòng loại | Không vượt qua vòng loại | Không vượt qua vòng loại | Không vượt qua vòng loại | Không vượt qua vòng loại | Không vượt qua vòng loại | Không vượt qua vòng loại |
| 2000 | Không vượt qua vòng loại | Không vượt qua vòng loại | Không vượt qua vòng loại | Không vượt qua vòng loại | Không vượt qua vòng loại | Không vượt qua vòng loại | Không vượt qua vòng loại | Không vượt qua vòng loại | Không vượt qua vòng loại |
| 2004 | Không vượt qua vòng loại | Không vượt qua vòng loại | Không vượt qua vòng loại | Không vượt qua vòng loại | Không vượt qua vòng loại | Không vượt qua vòng loại | Không vượt qua vòng loại | Không vượt qua vòng loại | Không vượt qua vòng loại |
| 2008 | Không vượt qua vòng loại | Không vượt qua vòng loại | Không vượt qua vòng loại | Không vượt qua vòng loại | Không vượt qua vòng loại | Không vượt qua vòng loại | Không vượt qua vòng loại | Không vượt qua vòng loại | Không vượt qua vòng loại |
| 2012 | Không vượt qua vòng loại | Không vượt qua vòng loại | Không vượt qua vòng loại | Không vượt qua vòng loại | Không vượt qua vòng loại | Không vượt qua vòng loại | Không vượt qua vòng loại | Không vượt qua vòng loại | Không vượt qua vòng loại |
| 2016 | Không vượt qua vòng loại | Không vượt qua vòng loại | Không vượt qua vòng loại | Không vượt qua vòng loại | Không vượt qua vòng loại | Không vượt qua vòng loại | Không vượt qua vòng loại | Không vượt qua vòng loại | Không vượt qua vòng loại |
| 2020 | Không vượt qua vòng loại | Không vượt qua vòng loại | Không vượt qua vòng loại | Không vượt qua vòng loại | Không vượt qua vòng loại | Không vượt qua vòng loại | Không vượt qua vòng loại | Không vượt qua vòng loại | Không vượt qua vòng loại |
| 2024 | Không vượt qua vòng loại | Không vượt qua vòng loại | Không vượt qua vòng loại | Không vượt qua vòng loại | Không vượt qua vòng loại | Không vượt qua vòng loại | Không vượt qua vòng loại | Không vượt qua vòng loại | Không vượt qua vòng loại |

## UEFA Nations League
| Thành tích tại UEFA Nations League | Thành tích tại UEFA Nations League | Thành tích tại UEFA Nations League | Thành tích tại UEFA Nations League | Thành tích tại UEFA Nations League | Thành tích tại UEFA Nations League | Thành tích tại UEFA Nations League | Thành tích tại UEFA Nations League | Thành tích tại UEFA Nations League | Thành tích tại UEFA Nations League | Thành tích tại UEFA Nations League |
| Mùa giải                           | Hạng đấu                           | Bảng                               | Pld                                | W                                  | D                                  | L                                  | GF                                 | GA                                 | RK                                 |                                    |
| ---------------------------------- | ---------------------------------- | ---------------------------------- | ---------------------------------- | ---------------------------------- | ---------------------------------- | ---------------------------------- | ---------------------------------- | ---------------------------------- | ---------------------------------- | ---------------------------------- |
| 2018–19                            | D                                  | 3                                  | 6                                  | 1                                  | 2                                  | 3                                  | 5                                  | 10                                 | 50th                               |                                    |
| 2020–21                            | D                                  | 1                                  | 6                                  | 3                                  | 3                                  | 0                                  | 9                                  | 5                                  | 50th                               |                                    |
| 2022–23                            | C                                  | 1                                  | 6                                  | 2                                  | 2                                  | 2                                  | 7                                  | 10                                 | 41st                               |                                    |
| Tổng cộng                          | Tổng cộng                          | Tổng cộng                          | 18                                 | 6                                  | 7                                  | 5                                  | 21                                 | 25                                 | 41st                               | 41st                               |

## Huấn luyện viên

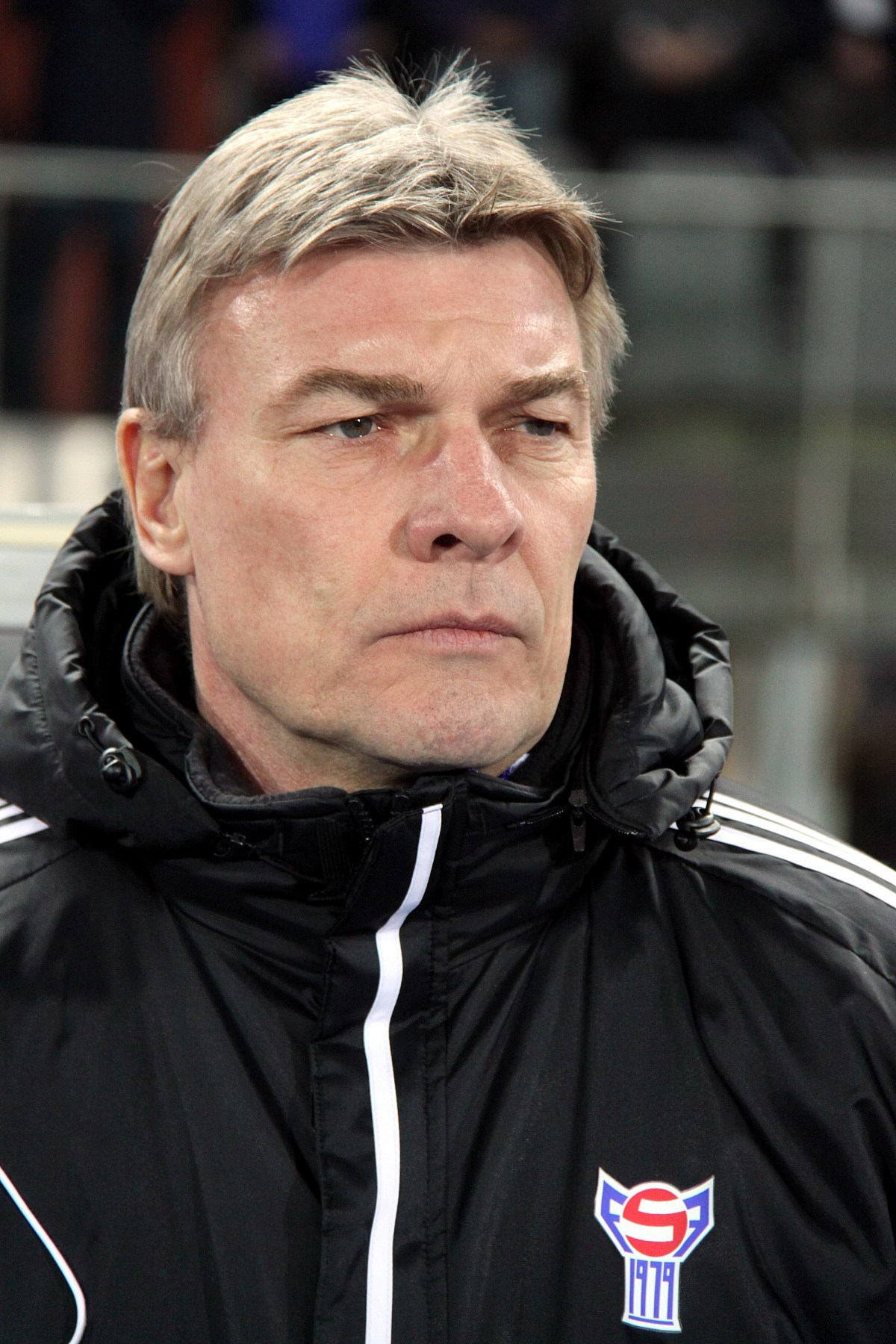
Teamchef Lars Olsen

| TT | Huấn luyện viên     | Thời gian huấn luyện |
| -- | ------------------- | -------------------- |
| 1  | Páll Guðlaugsson    | 1990–1993            |
| 2  | Allan Simonsen      | 1993–2001            |
| 3  | Henrik Larsen       | 2001–2005            |
| 4  | Jógvan Martin Olsen | 2005–2008            |
| 5  | Brian Kerr          | 2009–                |

## Cầu thủ

### Đội hình hiện tại
Đây là đội hình sau khi hoàn thành UEFA Nations League 2022–23.

Số liệu thống kê tính đến ngày 25 tháng 9 năm 2022 sau trận gặp Thổ Nhĩ Kỳ.

| Số | VT | Cầu thủ               | Ngày sinh (tuổi)  | Trận | Bàn | Câu lạc bộ  |
| -- | -- | --------------------- | ----------------- | ---- | --- | ----------- |
| 1  | TM | Gunnar Nielsen        | 6 tháng 11, 1986  | 71   | 0   | FH          |
| 12 | TM | Teitur Gestsson       | 19 tháng 8, 1992  | 20   | 0   | HB          |
| 23 | TM | Mattias Lamhauge      | 2 tháng 8, 1999   | 1    | 0   | B36         |
|    |    |                       |                   |      |     |             |
| 3  | HV | Viljormur Davidsen    | 19 tháng 7, 1991  | 62   | 4   | Helsingborg |
| 4  | HV | Heini Vatnsdal        | 18 tháng 10, 1991 | 33   | 1   | KÍ          |
| 5  | HV | Sonni Nattestad       | 5 tháng 8, 1994   | 45   | 3   | B36         |
| 6  | HV | Daniel Johansen       | 9 tháng 7, 1998   | 4    | 0   | HB          |
| 13 | HV | Hørður Askham         | 22 tháng 9, 1994  | 11   | 0   | HB          |
| 14 | HV | Gilli Rólantsson      | 11 tháng 8, 1992  | 58   | 1   | Odd         |
|    |    |                       |                   |      |     |             |
| 10 | TV | Sølvi Vatnhamar       | 5 tháng 5, 1986   | 60   | 2   | Víkingur    |
| 15 | TV | Heðin Hansen          | 30 tháng 7, 1993  | 8    | 0   | HB          |
| 16 | TV | Gunnar Vatnhamar      | 29 tháng 3, 1995  | 25   | 2   | Víkingur    |
| 19 | TV | Pætur Petersen        | 29 tháng 3, 1998  | 0    | 0   | HB          |
| 20 | TV | René Joensen          | 8 tháng 2, 1993   | 37   | 3   | KÍ          |
| 22 | TV | Jákup Andreasen       | 31 tháng 5, 1998  | 13   | 1   | KÍ          |
|    | TV | Hallur Hansson        | 8 tháng 7, 1992   | 73   | 5   | KR          |
|    |    |                       |                   |      |     |             |
| 2  | TĐ | Mads Boe Mikkelsen    | 11 tháng 12, 1999 | 4    | 0   | KÍ          |
| 7  | TĐ | Jóannes Bjartalíð     | 10 tháng 7, 1996  | 22   | 2   | KÍ          |
| 8  | TĐ | Andrass Johansen      | 16 tháng 11, 2001 | 0    | 0   | B36         |
| 9  | TĐ | Jóan Símun Edmundsson | 26 tháng 7, 1991  | 77   | 8   | Beveren     |
| 11 | TĐ | Klæmint Olsen         | 17 tháng 7, 1990  | 51   | 10  | NSÍ         |
| 17 | TĐ | Hannes Agnarsson      | 26 tháng 2, 1999  | 3    | 0   | B36         |
| 18 | TĐ | Meinhard Olsen        | 10 tháng 4, 1997  | 23   | 1   | Mjøndalen   |
| 21 | TĐ | Patrik Johannesen     | 7 tháng 9, 1995   | 17   | 1   | Keflavík    |

### Triệu tập gần đây
Dưới đây là tên các cầu thủ được triệu tập trong vòng 12 tháng.
| Vt | Cầu thủ                   | Ngày sinh (tuổi)  | Số trận | Bt | Câu lạc bộ  | Lần cuối triệu tập              |
| -- | ------------------------- | ----------------- | ------- | -- | ----------- | ------------------------------- |
| HV | Rógvi Baldvinsson         | 6 tháng 12, 1989  | 50      | 4  | Bryne       | v. Luxembourg, 14 June 2022     |
| HV | Odmar Færø                | 1 tháng 11, 1989  | 48      | 1  | KÍ          | v. Luxembourg, 14 June 2022     |
| HV | Ári Mohr Jónsson          | 22 tháng 7, 1994  | 15      | 1  | HB          | v. Luxembourg, 14 June 2022     |
| HV | Heri Mohr                 | 13 tháng 5, 1997  | 4       | 0  | HB          | v. Liechtenstein, 29 March 2022 |
| HV | Bartal Wardum             | 3 tháng 5, 1997   | 2       | 0  | HB          | v. Israel, 15 November 2021     |
|    |                           |                   |         |    |             |                                 |
| TV | Brandur Hendriksson Olsen | 19 tháng 12, 1995 | 50      | 6  | Helsingborg | v. Israel, 15 November 2021     |
| TV | Tróndur Jensen            | 6 tháng 2, 1993   | 6       | 0  | NSÍ         | v. Israel, 15 November 2021     |
| TV | Bjarni Petersen           | 12 tháng 8, 1998  | 0       | 0  | B36         | v. Israel, 15 November 2021     |
|    |                           |                   |         |    |             |                                 |
| TĐ | Petur Knudsen             | 21 tháng 4, 1998  | 9       | 0  | Lyngby      | v. Liechtenstein, 29 March 2022 |
| TĐ | Adrian Justinussen        | 21 tháng 7, 1998  | 1       | 0  | HB          | v. Liechtenstein, 29 March 2022 |
| TĐ | John Frederiksen          | 10 tháng 1, 1996  | 3       | 0  | Amstetten   | v. Scotland, 12 October 2021    |

- INJ = Rút lui vì chấn thương
- PRE = Đội hình sơ bộ
- RET = Đã chia tay đội tuyển quốc gia